# ثدييات مائية

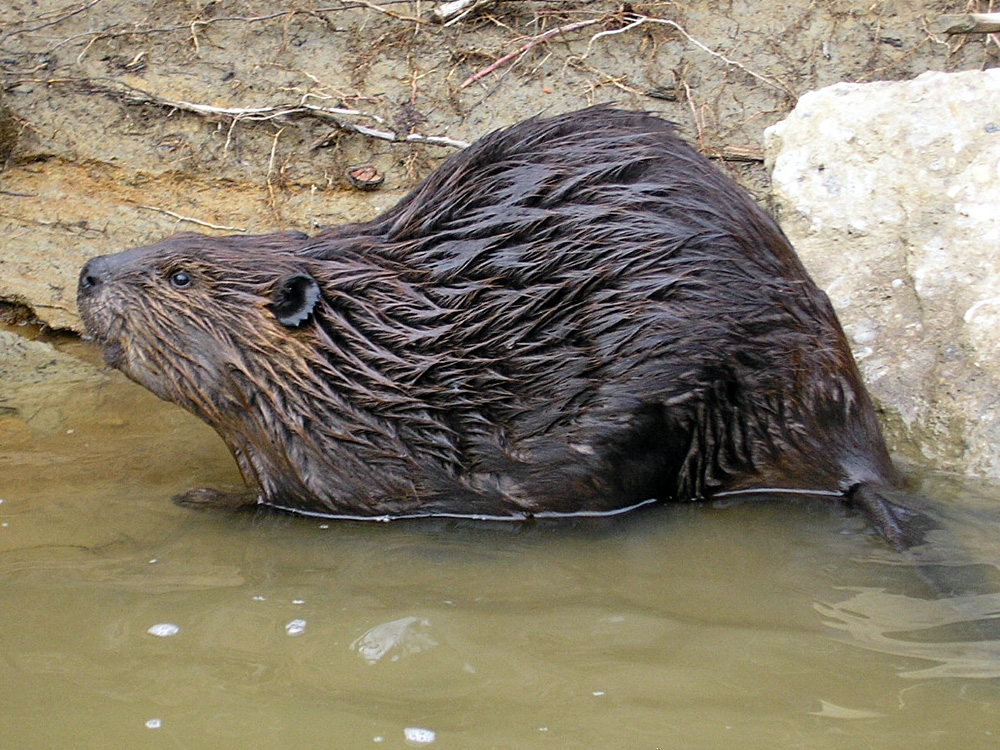
قندس أمريكي (كاستور كانادينسيس).

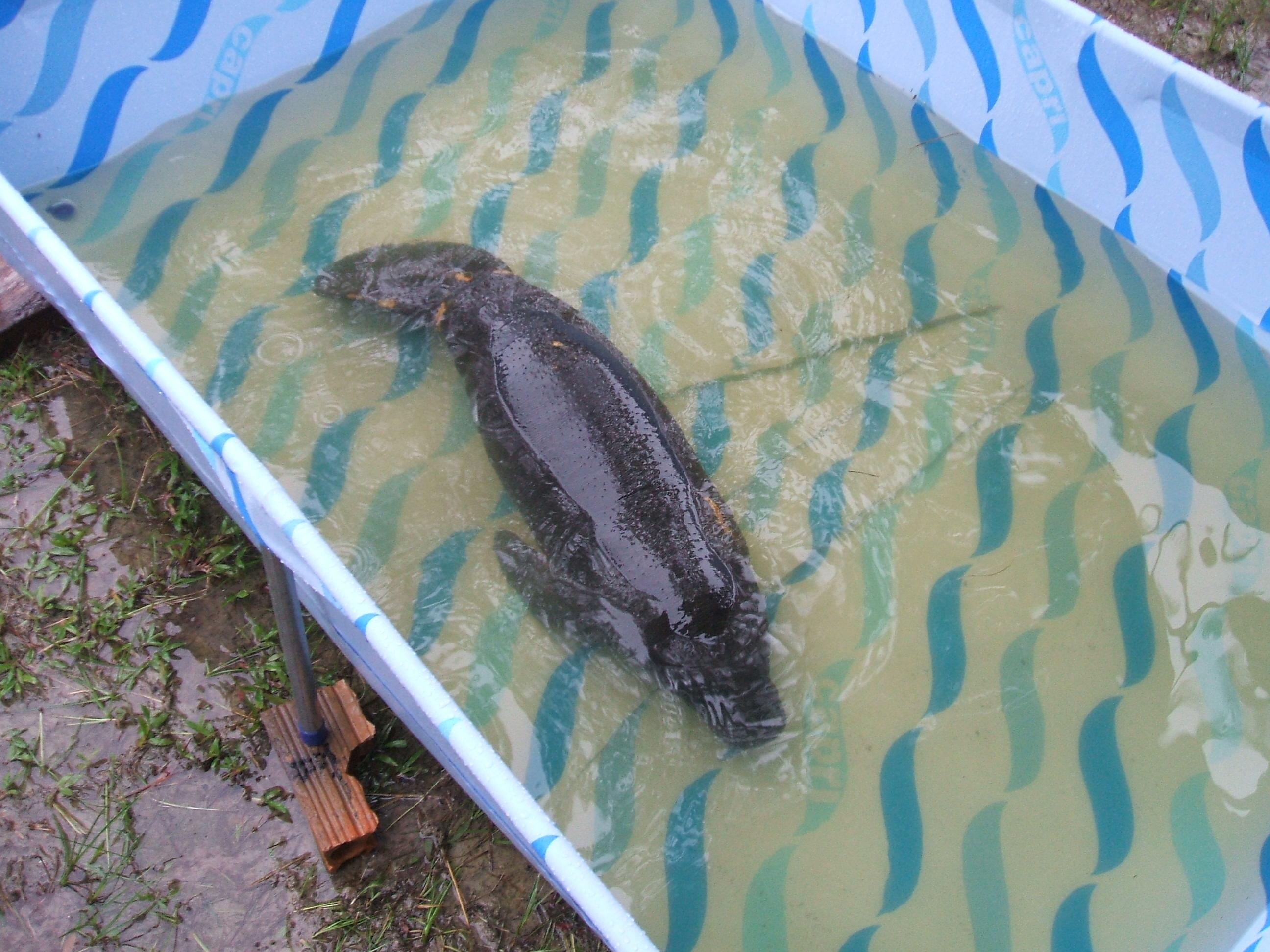
صغير خروف البحر الأمازوني (تريشيسيس أنونيجس).

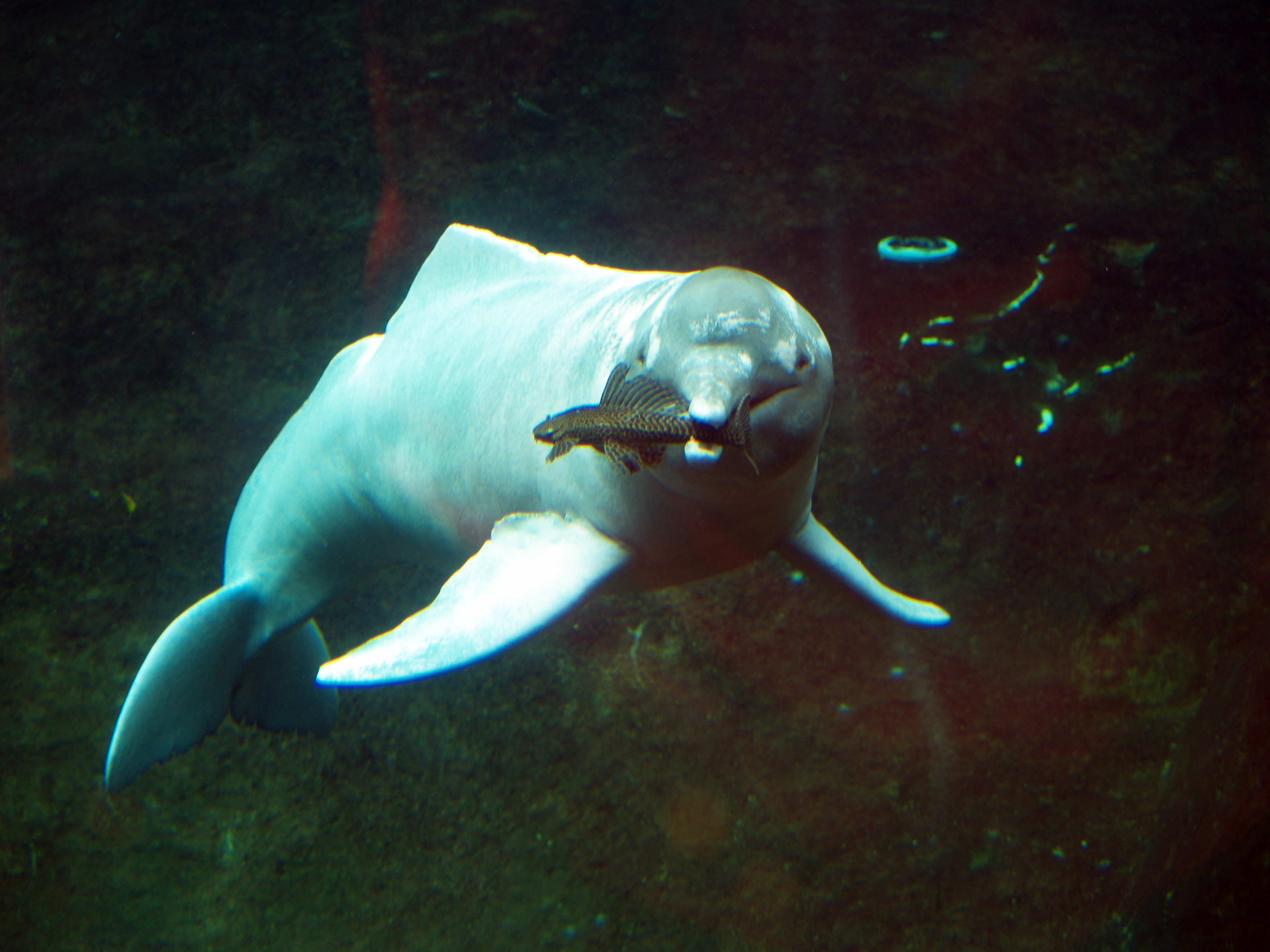
دولفين الأمازون (إنيا جيوفرنسيس) في حديقة حيوان دويسبرغ.

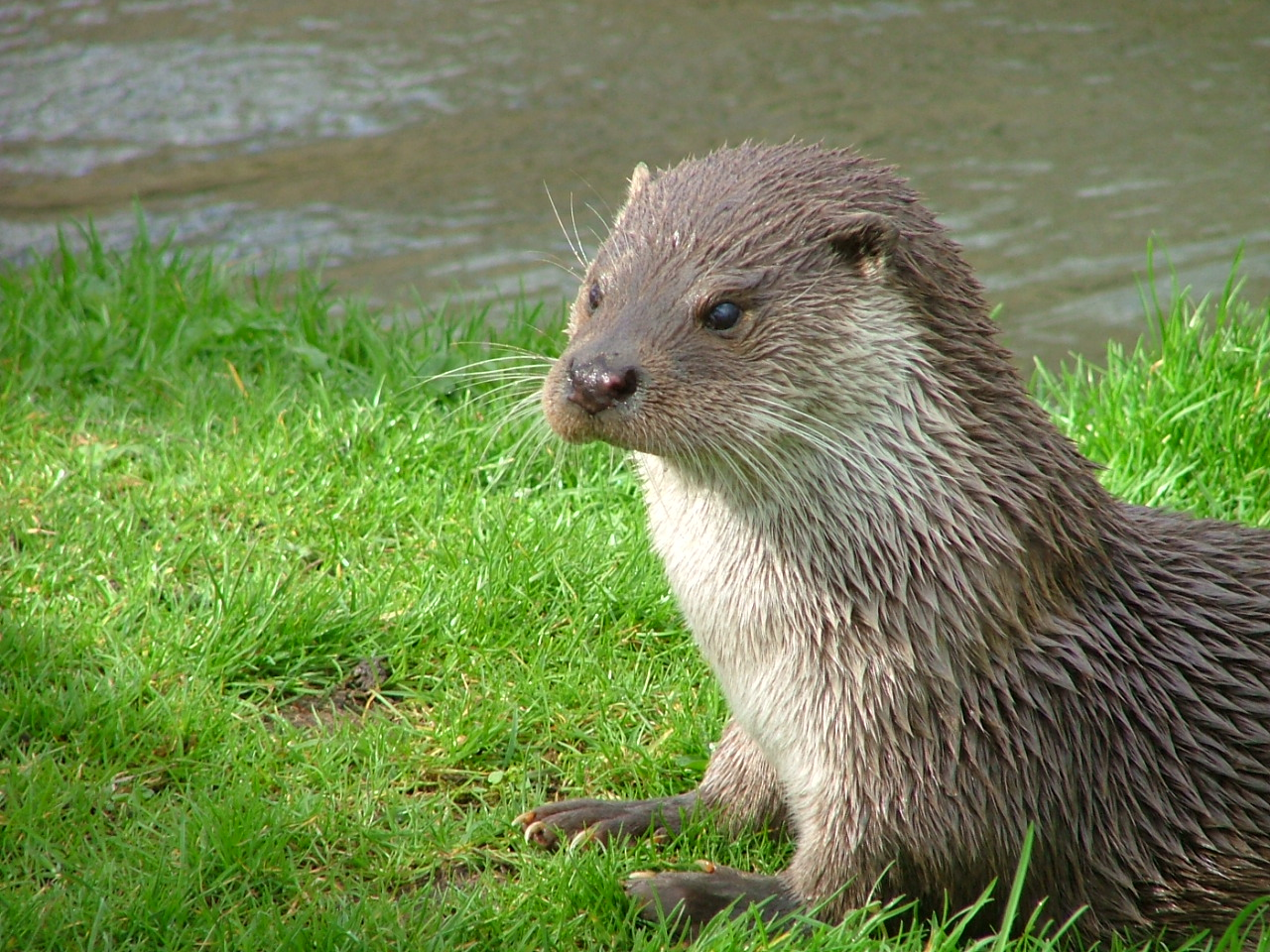
قضاعة أوراسية (لوترا لوترا) بمدينة ثاوزوولد, سوفولك، إنجلترا.

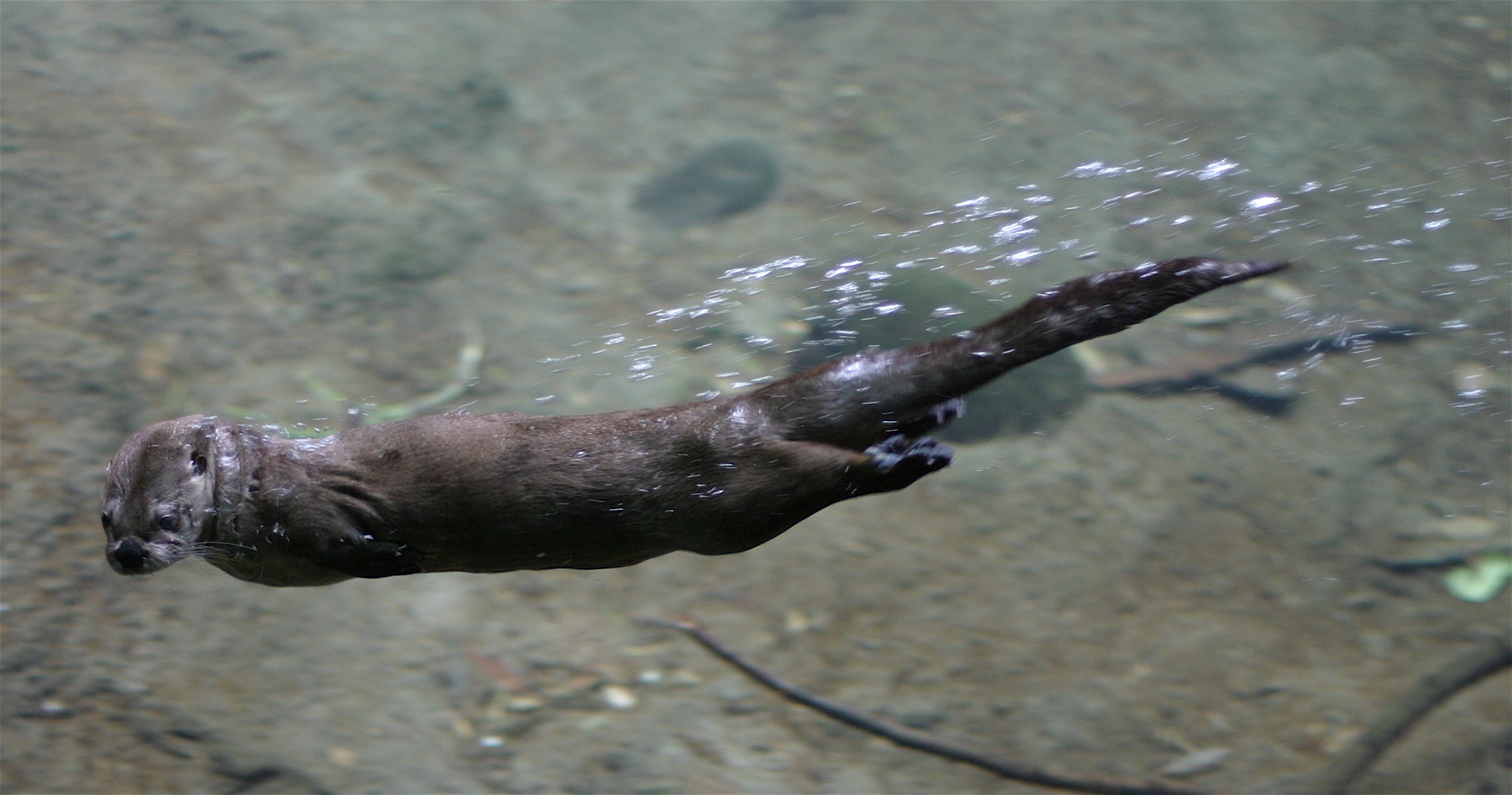
قضاعة الأنهار الشمالية (لونترا كانادينسيس) بحديقة حيوان أوريغون.

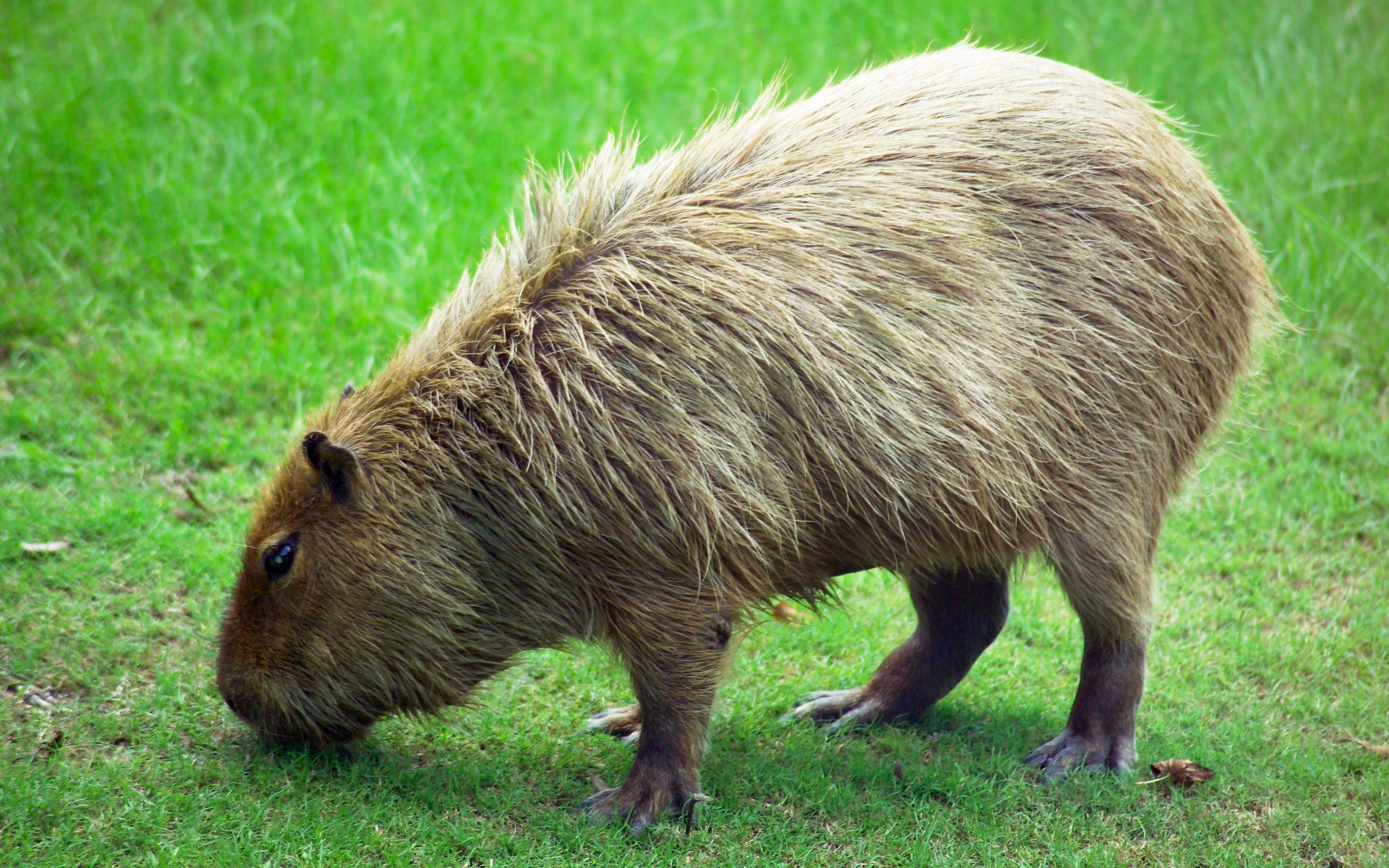
خنزير الماء (هايدروشورس هايدروشياريس)

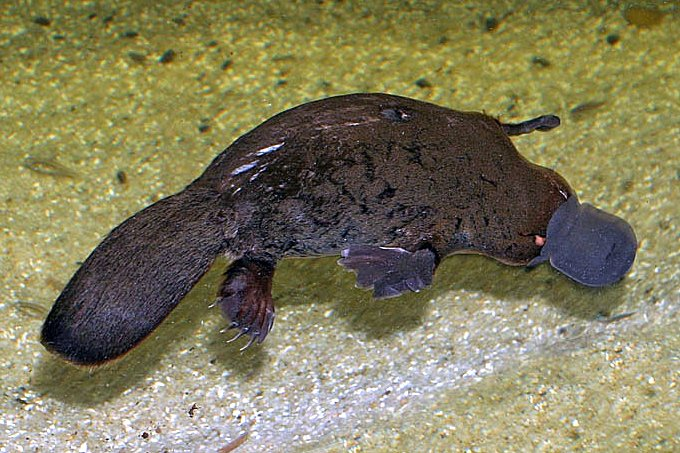
خلد الماء (أورنيثورهنشس أناتينس) بحوض أسماك سيدني.

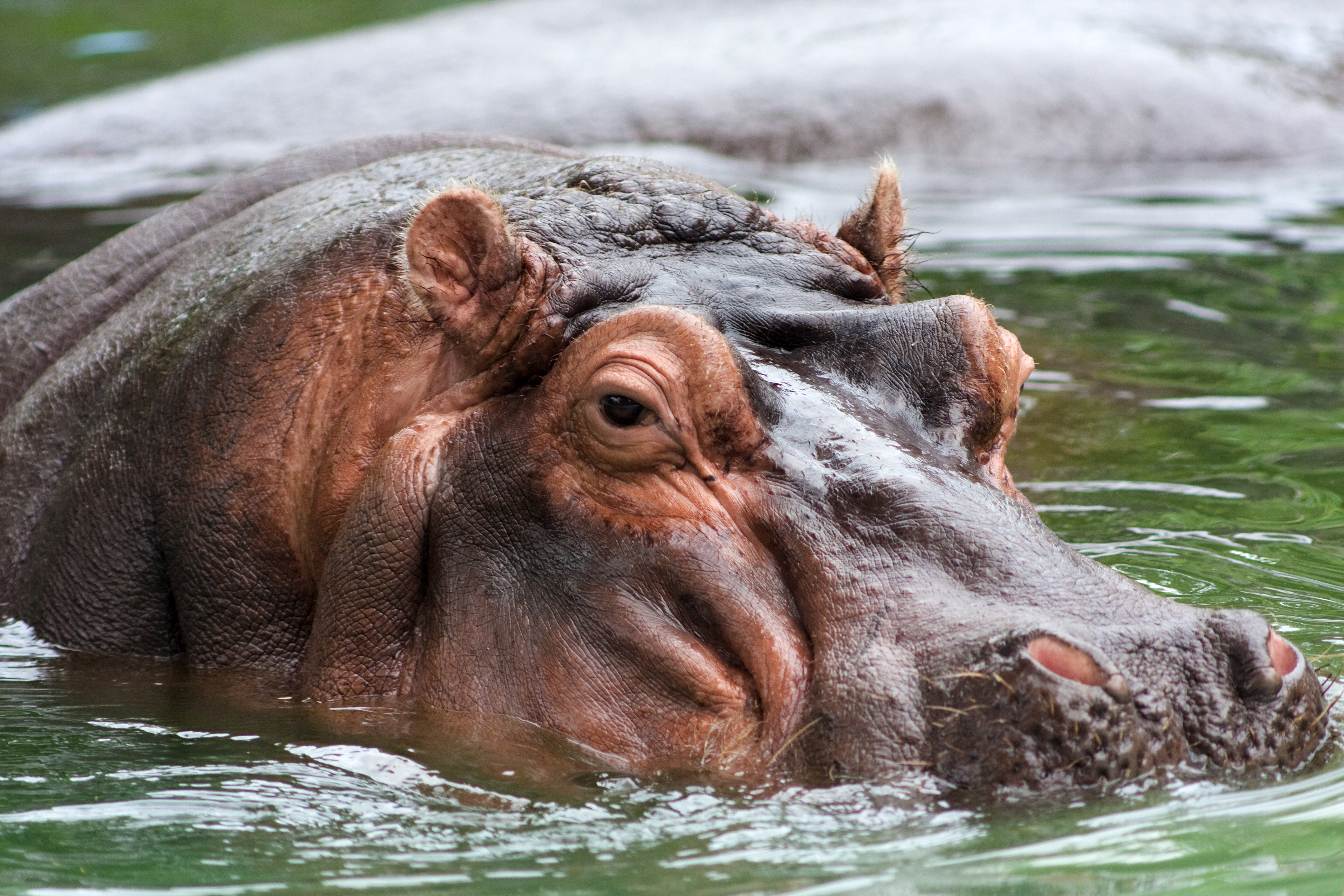
فرس النهر يظهر مغمور جزئيًا في الماء (فرس النهر البرمائي) في حديقة حيوان ممفيس.

الثدييات المائية وشبه المائية هي مجموعة متنوعة من الثدييات التي تعيش جزئيًا أو كليًا في المسطحات المائية. وتضم تلك الثدييات كذلك الثدييات البحرية المتنوعة التي تعيش في مياه المحيطات إلى جانب مجموعة متنوعة من الأنواع التي تعيش في المياه العذبة، مثل خلد الماء والقضاعة الأوراسية.

## آليات التكيف مع البيئة
تطورت الثدييات على اليابسة، وبهذا جلبت الثدييات المائية وشبه المائية العديد من الآليات التي تستطيع من خلالها التكيف على سطح اليابسة إلى البيئة المائية. فهي لا تستطيع التنفس تحت الماء كما تفعل الأسماك، وبهذا يلزم أن يتميز الجهاز التنفسي الخاص بها بآلية تحمي أجسادها من وصول المياه المحيطة بها إليها; فتعمل فتحات الأنف ذات الصمامات والحنجرة الأنفية على استبعاد الماء أثناء عمليتي التنفس والبلع. وللتكيف مع ملوحة البحر، طورت شعبة الحيتانيات وزعنفيات الأقدام الكلى متعددة الفصوص والتي تتواجد كذلك عند الدببة. وحتى تتمكن تلك الثدييات المائية من التنقل والبحث عن الفريسة في المياه المظلمة والعكرة، طورت مجموعة متنوعة من الأجهزة الحسية: فعلى سبيل المثال، طورت شعبة زعنفيات الأقدام الشعيرات الطويلة والحساسة للغاية والتي يمكنها التقاط الذبذبات التي تصدرها الأسماك والكشف عن المعلومات الخاصة بالتيارات المائية، كذلك طورت الحيتان ذوات الأسنان من نظامها في تحديد موقع الكائنات من صدى الصوت.
علاوةً على ذلك، تظهر الثدييات المائية مجموعة متنوعة من الأساليب الحركية؛ فتتفوق الحيتانيات بشكل جسمها الانسيابي وحركاتها لأعلى وأسفل عن تلك الأسماك مفلطحة الشكل؛ مما يجعلها الأسرع في السباحة. كذلك، يمكن للخلانيات الأبطأ في حركتها كثيرًا دفع أجسامها بفضل جسمها مفلطح الشكل، كما أنها تستطيع السير على الجزء السفلي من أطرافها الأمامية. وتستطيع الفقامات دفع الزعانف الخلفية أفقيًا، بينما تستخدم فقامات الفراء وأسود البحر الزعانف الأمامية في دفع أجسامها. ويمكن لأفيال البحر التمسك والالتصاق بقاع البحر مستخدمةً أنيابها كما يمكنها دفع أجسامها إلى الأمام عن طريق التمايل لأسفل.
من الخصائص التي تتميز بها الثدييات المائية أمثال الدببة القطبية والقضاعات والفقامات وأسود البحر والقنادس وجود فراء على أجسادها، والذي يعتبر مقاومًا للماء والزيوت، وبالتالي يعمل هذا الفراء على حبس الهواء لتوفير بيئة عزل. وعلى الجانب الآخر، لا يوجد هذا الفراء عند بعض الثدييات المائية الأخرى، مثل الحيتان والدلافين وخنازير البحر وخراف البحر وأبقار البحر وأفيال البحر وأفراس النهر وذلك لسماكة وكثافة البشرة الخارجية، إلى جانب وجود طبقة دهنية سميكة (الشحم) تتماشى مع المتطلبات الهيدروديناميكية.
يلزم أن تكون أجسام الحيوانات المخوّضة والتي تحصل على غذائها من قاع الماء (مثل حيوان الموظ وخروف البحر) أثقل من الماء حتى تتمكن من الاستقرار عند القاع أو أن تبقى مغمورة، وبالنسبة للحيوانات التي تعيش عند سطح المياه (مثل قضاعة البحر) فهي على العكس من ذلك، أما الحيوانات التي تسبح بحريتها في المياه المفتوحة (مثل الدلافين) فهي بحاجة للطفو بشكل محايد حتى تكون قادرة على السباحة لأعلى ولأسفل. وعادةً، تتميز الثدييات التي تحصل على غذائها من القاع بعظام كثيفة أو سميكة وتتميز الثدييات التي تعيش في المياه العميقة بأن عظامها أقل كثافة.
تحتفظ الثدييات المائية بأربعة أطراف تحمل الوزن (مثل الدببة القطبية والقندس والقضاعة وفأر المسك) كما يمكنها السير على اليابسة كبقية الحيوانات الأرضية العادية. وتعمل أرجل حيوان الموظ الطويلة والرفيعة على تقليل مستوى التعرض للماء والاحتكاك بها، على عكس أفراس النهر التي تُبقي معظم جسمها مغمورًا تحت الماء وتتميز بأرجل قصيرة وسميكة. وتستطيع أفراس النهر القزمية شبه المائية السير بسرعة فوق الأسطح المغمورة بالمياه الوحلة، وذلك بفضل عضلاتها القوية حيث تستطيع كل أصابع القدم حمل وزن الجسم. إنها تحتفظ كذلك بالعديد من العضلات البدائية التي أصبحت غير موجودة في شفعيات الأصابع, مما يوحي أنها تختلف عن بقية أعضاء المجموعة، ربما يشاركها في هذا الأمر الحيتانيات.
وتندرج بعض الثدييات المائية ذوات الزعانف (مثل الخلانيات وزعنفيات الأقدام) في شعبة البرمائيات التي يمكنها التخلي عن المياه بصورة منتظمة، لفترات طويلة أحيانًا، كما أنها طورت مجموعة من السلوكيات الحركية تمارسها على اليابسة. فيمكن لأسود البحر رفع أجسامها، حتى أنه يمكنها الركض على اليابسة باستخدام الأطراف الخلفية والأمامية على حد سواء. وعلى الجانب الآخر، تقوم الفقامات بتمويج جسمها للتحرك على اليابسة، على غرار حركة الجسم لأعلى ولأسفل التي تستخدمها العديد من الثدييات المائية تحت الماء (الدلافين وخراف البحر).
تعتبر أدمغة الحيتانيات أكبر الأدمغة من بين كل الحيوانات سواء من حيث الكتلة المطلقة أو بالنسبة لحجم الجسم. ومع ذلك، لا يعتبر كبر الحجم هذا آلية تكيف في البيئة المائية وليست له علاقة كذلك بآلية تحديد الموقع باستخدام الصدى وذلك للأسباب التالية: (1) تطورت هذه الأدمغة الكبرى بعد أن أصبحت الحيتانيات كائنات مائية بعدة ملايين من السنوات، و(2) لم تتطور تلك الأدمغة الكبيرة في بقية الثدييات الأخرى (مثل زعنفيات الأقدام والخيلانيات)، و(3) تطورت آلية تحديد المواقع باستخدام الصدى بشكل مستقل في الخفافيش على الرغم من أنها لا تنتمي للبيئة المائية ولا تتميز بدماغ كبير الحجم. ويعتمد شكل ووظيفة العين في الثدييات المائية على عمق المياه ودرجة التعرض للضوء: فيؤدي التعرض للضوء بشكل محدود إلى أن تصبح شبكية العين مماثلة لشبكة العين في الثدييات الأرضية الليلية. علاوةً على ذلك، تشتمل الحيتانيات على منطقتين من الخلايا العقدية ذات التركيز العالي(«المنطقة التي تكفل الحصول على أفضل رؤية»), في حين تشتمل الثدييات المائية الأخرى (مثل زعنفيات الأقدام) على منطقة واحدة فقط.

## المجموعات
هذه قائمة لا تضم سوى الثدييات التي تعيش في المياه العذبة. وللحصول على قائمة بالثدييات التي تعيش في مياه البحر، انظر الثدييات البحرية.
- رتبة خيلانيات: الخيلانيات
  - فصيلة تريشيشيديا: خراف البحر (يوجد ثلاثة أنواع منها، ومع ذلك يعيش نوع خراف البحر الهندية الغربية في مياه البحر)
    - خروف البحر الأمازوني (تريشيشيس انونيجيس)
    - خروف البحر الإفريقي (تريشيشيس سينجالينسيس)
    - خروف البحر القزم (تريشيشيس «بيجموس») (مشكوك في صحته)
- رتبة الحيتانيات: الحيتانيات
  - فصيلة الدلافين النهرية المتطورة
    - فصيلة الدلافين النهرية
      - دولفين نهر الأندوس والجانج, بلاتانيسيتا جانجتيكا يوجد نوعان فرعيان منه
      - دولفين نهر الجانج (أو سوسو), بلاتانيسيتا جانجتيكا جانجتيكا
      - دولفين نهر الهندوس (أو فولان), بلاتانيسيتا جانجتيكا ماينور

    - فصيلة إينيدي
      - دولفين نهر الأمازون (أو بوتو), إنيا جيوفرانسيس

  - فصيلة ليبوتيديا
    - دولفين النهر الصيني (أو بيجي), ليبوتس فيكسليفور (انقرض هذا النوع عمليًا، منذ ديسمبر 2006)

  - فصيلة بونتوبوريدي
    - دولفين لا بلاتا (أو فرانسيسكانا), بونتوبوريا بلانفيلي
- رتبة اللواحم
  - فصيلة ابن العرس
    - جنس لوترا 
      - القضاعة الأوراسية (لوترا لوترا)
      - القضاعة شعراء الخطم (لوترا سومطرانا)

    - جنس القضاعة مرقطة العنق
      - القضاعة مرقطة العنق (هيدركتيس ماكوليسوليس)

    - جنس القضاعات الدورية
      - القضاعة ناعمة الفراء (لوتروجال بيربيسيلاتا)

    - جنس قضاعات العالم الجديد
      - قضاعة الأنهار الشمالية (لونترا كانادنسيس)
      - قضاعة الأنهار الجنوبية (لونترا بروفوكاس)
      - قضاعة الأنهار للإقليم المداري الجديد (لونترا لونجيكاديس)

    - جنس القضاعة العملاقة
      - القضاعة العملاقة (بتيرونورا برازيليانسيس)

    - جنس القضاعات صغيرة المخالب
      - القضاعة الإفريقية عديمة المخالب (أيونيكس كابنسيس)
      - القضاعة الشرقية صغيرة المخالب (أيونيكس سينيريا)

  - فصيلة الفقاميات
    - جنس بوسا 
      - فقامة بحر بيكال (بوسا سيبريسيا)
      - فقامة بحيرة لادوغا (بوسا هيسبيديا لادوجينسيس )
      - فقامة بحيرة سايما (بوسا هيسبيديا سايمينسيس)
- رتبة القوارض: القوارض
  - الرتبة الفرعية هيستيريكومورفا
    - خنزير الماء (هايدروشورس هايدروشياريس)

  - فصيلة القندسيات: القنادس
    - قندس أمريكي (كاستور كانادينسيس)
    - القندس الأوراسي (كاستور فايبر)

  - فصيلة القداديات
    - فأر المسك (أونداترا زيبيثيكوس)

  - فصيلة ميوكاستوريدا
    - كوبيو (ميوكاستور كويباس)

  - فصيلة القداديات
    - فأر الماء الأوروبي (أرفيكولا أمفيبيس)
- رتبة الكظاميات: الكظاميات
  - خلد الماء (أورنيثورهنشس أناتينس)
- رتبة شفعيات الأصابع: شفعيات الأصابع
  - فصيلة أفراس النهر: أفراس النهر
    - فرس النهر (السلالة البرمائية)
    - فرس النهر القزمي (شيربوبسيس ليبيرينسيس)
- رتبة الذبابيات الإفريقية
  - ذبابة القضاعة العملاقة (بوتاموجال فيلوكس)
- رتبة سوريسومورفا
  - الدسمان الروسي (دسمان موسشاتا)
- رتبة الأوبسوم: الأباسيم
  - فصيلة الأوبسوم: الأباسيم
    - أوبسوم مائي (شيرونكتيس مينيمس)